# Ob ihr wollt oder nicht
Ob ihr wollt oder nicht ist ein deutsch-niederländischer Spielfilm von Ben Verbong aus dem Jahr 2009. Die Produktion basiert auf einem Drehbuch Katja Kittendorfs und Karin Howards und handelt von der austherapierten krebskranken Laura, die in ihr Elternhaus zurückkehrt, um am Sterbebett ihre heillos entfremdete Familie wieder zu vereinen. In den Hauptrollen sind unter anderen Katharina Marie Schubert, Julia-Maria Köhler, Christiane Paul, Anna Böger, Senta Berger und Jan Decleir zu sehen.

## Hintergrund
Die Dreharbeiten zu Ob ihr wollt oder nicht fanden vom 5. Mai bis 26. Juni 2008 statt. Gefilmt wurde im Format 2,35:1 (16:9 anamorph) und mit Dolby-Digital-Ton vorwiegend in den Kölner MMC Studios sowie in den Gemeinden Laboe, Heikendorf und Schönberg in Schleswig-Holstein.
Die Außenaufnahmen des an der Ostsee gelegenen Elternhauses entstanden im nordrhein-westfälischen Dormagen; als Lauras Heim fungierte ein Privatbesitz in Altenberg.
Produziert wurde die Tragikomödie von der elsani film und 3L Filmproduktion in Co-Produktion mit CTM-Films, borderline pictures und MMC Independent. Finanziell unterstützt wurde das Projekt mit Mitteln der Film- und Medienstiftung NRW, der Filmförderungsanstalt (FFA), der Filmförderung Hamburg Schleswig-Holstein (FFHSH), dem Deutschen Filmförderfonds (DFFF) sowie dem Nederlands Fonds voor de Film.
Der Casting-Prozess für Ob ihr wollt oder nicht erstreckte sich über ein Jahr. Bei der Besetzung des Films berücksichtigte Verbong ausschließlich Darsteller mit Theatererfahrung. Die Schauspieler wurden dabei jedoch nicht zum Vorsprechen eingeladen, sondern das Ensemble als Ganzes wurde nach Gesprächen mit Verbong sukzessive ergänzt.
Katharina Marie Schubert und Anna Böger hatten bereits in Verbongs Herr Bello (2007), der Verfilmung der gleichnamigen Paul-Maar-Kinderbuch-Reihe, mitgewirkt und sich durch ihr Spiel für eine erneute Zusammenarbeit empfohlen. Julia-Maria Köhler wurde Verbong von Produzentin Anita Elsani und ihrem niederländischen Schauspielkollegen Huub Stapel empfohlen, der im Film als Priester auftritt. Christiane Paul stand schon länger auf Verbongs Wunschliste; Senta Berger hatte dem Regisseur wiederum von Anfang an in der Rolle Dorothea vorgeschwebt.

## Rezeption

### Kritik
Tilmann P. Gangloff von der Frankfurter Rundschau bezeichnete das tragikomische Krebsdrama als „großartigen Ensemblefilm“, der sich vor allem durch Verbongs Regie auszeichne. Bild.de wiederum befand, der Film sei „eine Geschichte über Familie, Sterbehilfe und Verlust mit großer Wärme und erstaunlich viel Humor erzählt.“ Kino.de schrieb: „Etwas vorhersehbar bröckeln die Image-Fassaden, streiten und versöhnen sich die Schwestern. Katharsis überall. Manchmal balanciert das Geschehen haarscharf an der Sentimentalitäts-Kante vorbei und schafft nie die Wucht von Alejandro Amenábars Das Meer in mir. Dass die Geschichte nicht in zu viel Rührseligkeit und Gefühligkeit abstürzt, ist den Schauspielerinnen zu verdanken“.
Christoph Petersen von Filmstarts urteilte: „Leider ist der Film abseits der Euthanasie-Thematik weit weniger gelungen. Viele Wendungen wirken konstruiert und gerade bei der Zeichnung der nicht krebskranken Schwestern reiht sich Klischee an Klischee […] Der Ansatz, ernste Themen wie Krankheit und Euthanasie mit bittersüßem Humor anzugehen, ist löblich, läuft hier jedoch ins Leere. Ob ihr wollt oder nicht ist zu schematisch und bedient sich zu vieler Klischees, um nachhaltig zu berühren.“ Die Deutsche Film- und Medienbewertung (FBW) verlieh der Produktion hingegen das Prädikat wertvoll. In ihrer Beurteilung schrieb die Filmbewertungsstelle: „Wie Regisseur Ben Verbong an diese existentiellen Themen um Leben und Tod herangeht ist verblüffend, ohne die Ernsthaftigkeit der Situation zu leugnen überwiegen doch Humor und Leichtigkeit. Das großartige Ensemble, aus Nachwuchstalenten und etablierten deutschen Schauspielern, trägt diese bittere und zugleich versöhnliche Erzählung über das Leben mit der tödlichen Krankheit und führt sie bis zu einem mutigen und konsequenten Schluss […] Großes deutsches Gefühlskino“.

### Erfolg
Ob ihr wollt oder nicht feierte am 22. April 2009 im Lichtburg-Kino in Essen Premiere. Die Freigabe zur öffentlichen Vorführung erfolgte am 30. April. Die Produktion zählte nach Ende des ersten Vorführwochenendes rund 4.800 Zuschauern in nur 49 Kinos und stieg nach Phantomschmerz (2009) als zweitbester, deutschsprachiger Neustart in der nachfolgenden Woche auf Platz 31 der deutschen Kinocharts ein. Die Free-TV-Premiere des Films fand am 5. November 2013 auf Sixx statt. Insgesamt sahen den Film 1,76 Millionen Zuschauer, davon 0,64 Millionen in der werberelevanten Zielgruppe der 14- bis 49-Jährigen.